# Дробление (технология)
Дробле́ние — разделение материала на мелкие части. Существуют задачи дробления различных материалов: зерна, пластмасс, твёрдых бытовых отходов, биологических отходов, горной породы и др.
Дробление можно считать частью процесса измельчения, если речь идет о необходимости уменьшить размер с крупности 2 мм и менее до крупности единиц, десятков и сотен миллиметров.
Например, в горнодобывающей промышленности первичная горная порода крупных размеров получается путём буро-взрывных работ. При выполнении закладки взрывчатого вещества определяется будущая крупность кусков породы после взрыва. Этой крупности должна соответствовать максимальная крупность питания дробилки. Куски материала, превышающие требуемую максимальную крупность, требуют дробления гидромолотом или пневмомолотом. Дробление разделяют на крупное (сотни миллиметров), среднее (десятки миллиметров) и мелкое (единицы миллиметров). Соответственно, при переработке породы до мелких фракций требуется использовать три стадии дробления.